# (10838) Lebon
(10838) Lebon est un astéroïde de la ceinture principale.

## Description
(10838) Lebon est un astéroïde de la ceinture principale. Il fut découvert le 9 mars 1994 à Caussols par Eric Walter Elst. Il présente une orbite caractérisée par un demi-grand axe de 2,64 UA, une excentricité de 0,16 et une inclinaison de 12,8° par rapport à l'écliptique.

## Compléments